# Repolho
O repolho, subespécie da Brassica oleracea, grupo Capitata, é uma variedade peculiar de couve, constituindo um dos vegetais mais utilizados na cozinha, em diversas aplicações (sopas, conservas, acompanhamentos, massas, etc). É uma planta bianual, herbácea, da família das Brassicaceae ou crucíferas, as folhas superiores do caule aparecem encaixadas umas nas outras, formando o que é designado como uma "cabeça" compacta (daí o título de Capitata, dada ao grupo cultivar).
Este tipo cultivar formou-se por selecção a partir de espécies silvestres, mais semelhantes às couves-de-folhas do grupo Acephala (sem "cabeça"), originárias da região em torno do mar Mediterrâneo, cerca do ano 100 d.C.. Entre as variedades que, por sua vez, comporta, podemos citar a couve-roxa (considerada também como fazendo parte de outro grupo: Capitata Rubra) e a couve-lombarda (que também se pode considerar do grupo Sabauda). A chamada couve-chinesa, semelhante ao repolho, pertence a uma espécie diferente, do género Brassica (Brassica rapa, var. pekinensis).
O repolho é usado cozido ou em saladas. Como se conservava facilmente, foi um vegetal particularmente utilizado antes da invenção da refrigeração como meio de conservação de alimentos frescos. O chucrute (em que se usa especialmente a variedade Krautman), constituído por repolho fermentado é um acompanhamento muito apreciado em determinadas culturas (não tanto nas mediterrânicas).
As lagartas de algumas borboletas da família Pieridae alimentam-se de algumas variedades de repolho (são conhecidas como "lagartas-das-couves" ou "borboleta-das-couves"), constituindo, por vezes, autênticas pragas.
O sumo da couve-roxa (ou o caldo onde foi cozida) pode ser utilizado como indicador de pH, ficando vermelho em soluções ácidas e azul em soluções alcalinas.
A couve é ainda usada frequentemente como principal ingrediente em dietas de emagrecimento, como a dieta da sopa que é, contudo, criticada pelos nutricionistas por ser desequilibrada.

## Composição química
A composição química do repolho a cada 100 gramas é:
| Calorias      | 25,0      |
| Água          | 93,0 g    |
| Carboidratos  | 4,3 g     |
| Proteínas     | 1,4 g     |
| Gorduras      | 0,2 g     |
| Sais Minerais | 1,1 g     |
| Vitamina A    | 235 UI    |
| Vitamina B1   | 110,0 mcg |
| Vitamina B2   | 60,0 mcg  |
| Vitamina B5   | 0,4 mg    |
| Vitamina C    | 41,3 mg   |
| Fósforo       | 32,0 mg   |
| Ferro         | 0,57 mg   |
| Cálcio        | 53,0 mg   |
| Potássio      | 247,0 mg  |
| Sódio         | 27,0 mg   |
| Enxofre       | 25,0 mg   |

## Cultivo

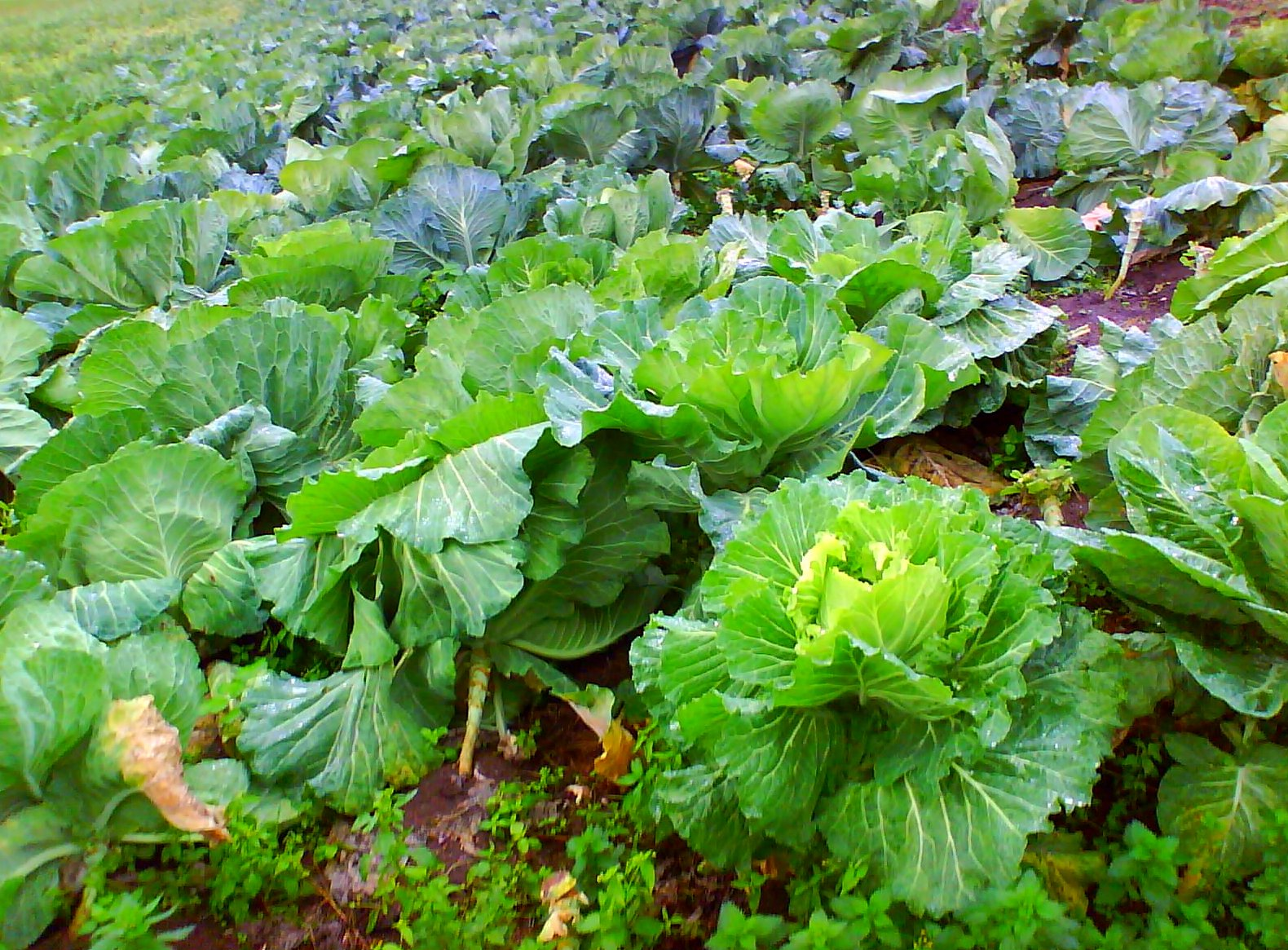
Cultivo de repolho na Galiza, Espanha.

Existem diversas variedades, com exigências de cultivo diferentes, tempo de maturação diferentes e que implicam também um consumo diferenciado. Enquanto que algumas variedades atingem o ponto de colheita em 50 dias, produzindo cabeças reduzidas, a sua conservação é mais difícil, devendo ser consumidas rapidamente depois de colhidas. Outras variedades são colhidas cerca de 80 dias depois do seu transplante, produzindo cabeças de maiores dimensões e mais duradouras.
O repolho pode ser semeado directamente, ainda que o normal seja o plantio em canteiros, fazendo-se, posteriormente, mudas que são transplantadas definitivamente, com o devido espaçamento entre as plantas, para que se possam desenvolver de forma adequada.
O controlo de pragas (míldio, afídeos, mosca-branca, lagartas, nóctuas e roscas) é importante, principalmente em caso de produção para venda posterior, já que os consumidores evitam as folhas danificadas.

### Doenças
- Míldio (Peronospora parasitica)
- Potra ou hérnia ou verme da couve (Plasmodiophora brassicae)

### Pragas
- Lagarta da couve (Pieris rapae, Pieris brassicae, Tricholousia ni e Plutella xylostella)
- Rosca de coco (Mamestra brassicae)
- Mosca da couve flor (Delia radicum)

## Tipos
Todos os tipos de repolhos são parecidos no quesito nutricional. Em geral, existem cinco tipos de repolho:
- repolho-roxo: é um repolho mais escuro, com tons de roxo escuro e pontos brancos. Beneficia na prevenção do envelhecimento precoce, reduz as chances de câncer, melhora a saúde da pele e dos olhos, ajuda na perda de peso, estimula o sistema imunológico, ajuda a construir ossos mais fortes, desintoxica o organismo, previne diabetes , melhora a saúde do coração, retarda o aparecimento da doença de Alzheimer, e trata úlceras.[3]
- repolho-liso: um dos mais comuns de serem encontrados, em coloração verde-claro.
- repolho-crespo: um pouco mais escuro, além de ser bem mais enrugado do que o liso. Possui folhas crespas e crocantes, que além de ornamentar os pratos apresenta sabor suave.[4]
- repolho-chinês: é esverdeado, porém, tem um tamanho bem menor do que os demais, tem forma pontiaguda, sabor suave, mais suculento e mais fácil de digerir do que os demais.[5]
- repolho-de-bruxelas: é pequeno e costuma ter formato arredondado, com as folhas bem próximas uma das outras.

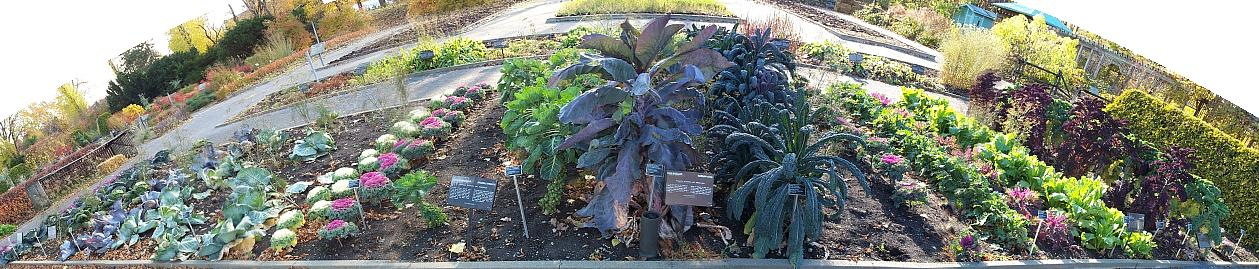
Diversas variedades de Brassica oleracea, incluindo plantas do grupo Acephala, couves-de-bruxelas, couves-de-sabóia, e couve-chinesa-kairan

## Uso medicinal
Pode ser usado no combate a úlceras internas, abcessos, enfermidades do estômago, nevralgias faciais e dentárias, hemorroidas, tuberculose, gota, reumatismo, erisipela, distúrbios intestinais. Também pode ser usado em cataplasmas em abcessos.